# Liste der Wegekreuze und Bildstöcke im Bonner Ortsteil Vilich
Die folgende Liste enthält die Wege-, Grabkreuze und Bildstöcke, die auf dem Gebiet des Bonner Ortsteils Vilich im Stadtbezirk Beuel nachgewiesen sind.
| Bild           | Bezeichnung                      | Lage                                                   | Beschreibung | Inschrift | Bauzeit | Denkmalnummer |
| -------------- | -------------------------------- | ------------------------------------------------------ | --- | --- | ------- | ------------- |
| weitere Bilder |                                  | Adelheidisstraße 8 Karte                               | Die 241 Grabkreuze befinden sich freistehend vor oder fest eingebaut in der Vilicher Friedhofsmauer. Sie stammen aus den Jahren 1590 und 1789. Es handelt sich vermutlich um eine der größten Sammlungen Deutschlands. | |         |               |
| weitere Bilder |                                  | Adelheidisstraße 8 Karte                               | Das Trachytkreuz befindet sich als Hauptkreuz auf dem Vilicher Friedhof. | | 1858    |               |
| weitere Bilder | Schultheißen- bzw. Schöffenkreuz | Käsbergstraße/Adelheidisstraße Karte                   | Das Wegekreuz wurde 1663 errichtet und befindet sich heute an der Ecke Adelheidis- und Käsbergstraße. Das Kreuz wird als Schöffen- bzw. Schultheißenkruz (Scholtes = Schultheiß) bezeichnet. | GERHARD ADOLPH SCHEVATES SCHOLTES DEDERCH IACOBS BRAMERHALFEN JOANES BERGER CLEMENS REICHARTS ALLE SCHEFFEN DES GERICHTS VILICH DEN 21. MARTII ANNO 1663 | 1663    | A 1971        |
| weitere Bilder |                                  | Adelheidisstraße 8 Karte                               | Das Wegekreuz wurde 1714 errichtet und befindet sich heute an der Adelheidisstraße 8 (Stiftskirche St. Peter). Das Kreuz stand früher auf dem Grundstück des Bürgermeisters a. D. Dr. Schmidt-Bleibtreu in der Schillerstraße. | Über der Nische (ohne Muschel) das Stiftungsdatum: ANNO 1714 DEN 18. OCTOBER. Auf dem Sockelschaft: PETRVS - SCHEVASTES - DOMINY - ET - COLLEGY - HVIVS - VILICENSIS - PRAETOR - ET - CELLERARIVS - ET - MARIA - MAGDALENA - HECKERS - CONIVGES - ME - POSVERVNT; Übersetzung: Peter Schevastes, Schultheiß der Herrschaft Vilich sowie Schatzmeister des Stifts Vilich und Maria Magdalena Heckers, Eheleute, errichteten mich im jahre 1714, den 18. Oktober | 1741    | A 833         |
| weitere Bilder |                                  | Adelheidisstraße Karte                                 | Das Heiligenhäuschen befindet sich an der Ecke Adelheidisstraße und der Straße Am Mühlenberg. An dieser Stelle befindet sich seit 1719 ein Heiligenhäuschen, es war vermutlich die 4. Segens-Station der Herz-Jesu-Prozession von Vilich nach Schwarz-Rheindorf. | |         | A 2067        |
| weitere Bilder | Pestkreuz                        | Adelheidisstraße 3 Karte                               | Das sogenannte Pestkreuz aus dem Jahr 1666 befindet sich heute an der Hofmauer des Bürgermeister-Stroof-Hauses. Es stammt ehemals vom Friedhof in Küdinghoven und wurde 1950/1955 von der Müllkippe Küdinghoven, unterhalb des Sonnenbergs, geborgen. | ANNO 1666 DEN 17 DECEMBER STARB GERTRVD KEVFERS | 1666    |               |
| weitere Bilder | Pfingsten-Kreuz                  | Am Burgpark Karte                                      | Das Wegekreuz wurde 1885 errichtet und befindet sich heute an der Ecke der Straße Am Burgpark und dem Verbindungsweg zur Schillerstraße. Das Pfingsten-Kreuz genannte Kreuz stand früher auf dem Grundstück des Bürgermeisters a. D. Dr. Schmidt-Bleibtreu in der Schillerstraße. Das ursprüngliche Kreuz wurde im Zweiten Weltkrieg durch Beschuss zerstört.           | Im Sockelschaft: Zum frommen Andenken an Gabriel Clemens Maria Pfingsten und der Verstorbenen seiner Familie Errichtet 1885; Im Sockel: O, flieh in allen Deinen Schmerzen zu Jesu tief durchbohrtem Herzen und fliehe auch in jedem Glück nur immer an sein Herz zurück; In der Erdplatte: Aug. Dübbers, Bonn | 1885    | A 835         |
| weitere Bilder | Pfaffenpfädchenskreuz            | Gartenstraße/Gerhardstraße Karte                       | Das Wegekreuz wurde 1662 errichtet und befindet sich heute an der Ecke Garten- und Gerhardstraße. Das Kreuz stand früher am sogenannten Pfaffenpfädchen und wird daher auch Pfaffenpfädchenskreuz genannt. | Im Kreuzsockel: PW (Steinmetz-Initialen); WIMARVS LVCAS STIFTSOPFERMAN ZV VIELICH VND MARGARETA VOLENPERGS EHLEVT HAPEN DISS CREVTZ ZVR EHREN GOTTES AVFFRICHTEN LASSEN ANO 1662 DEN 16. NOVEMPR | 1662    | A 1912        |
| weitere Bilder |                                  | Gerhardstraße / Michael-Piel-Straße Karte              | Das Heiligenhäuschen wurde durch den Siedlerring Neu Vilich 1997 errichtet und befindet sich an der Ecke Gerhard- und Michael-Piel-Straße. | Siedlerring Neu Vilich 1997 |         |               |
| weitere Bilder |                                  | Stiftsstraße / Am Ledenhof Karte                       | Das Wegekreuz wurde 1638 errichtet und befindet sich heute an der Ecke Stiftsstraße und der Straße Am Ledenhof. Das Kreuz ist das älteste im Stadtbezirk Beuel. Die Inschrift ist aus dem Jahr 1931 überliefert, da sie durch Witterungseinflüsse zwischenzeitlich ganz zerstört ist.                                                                                   | ANNO (1638) DEN 20. APRILIS (HAT) HERMAN AMBERG VND SEIN HAVSFRAW BEILGEN VON BEEL DIS CREVTS AVFGERICHT ZV DER EREN GOTTES | 1638    | A 1914        |
| weitere Bilder | Jungfernkreuz                    | Stiftsstraße 16 Karte                                  | Das Wegekreuz wurde 1662 errichtet und befindet sich heute an der Stiftsstraße 16, neben dem Wirtschaftseingang des Klosters. Das Jungfernkreuz wurde 1936 an seine jetzige Stelle versetzt, bis zu diesem Zeitpunkt stand es an der Ecke Adelheidis- und Schultheißstraße. Zu diesem Zeitpunkt war die heute ganz verschwundene Inschrift nur noch teilweise erhalten. | "adlichen und weltl… und Hochheitt Vilich Abtissima und Herrin Crutz zu Ehren lassen ano 1662" | 1662    | A 2021        |
| weitere Bilder |                                  | Schillerstraße / Verbindungsweg Schultheißstraße Karte | Das Wegekreuz wurde 1692 errichtet und befindet sich heute in der Schillerstraße am Verbindungsweg zur Schultheißstraße. | JOHANNES THEODORVS SCHEVASTES CANONICVS IN VILICH ME POSVIT ANNO 1692 DEN 22. APRIL (Johannes Theodor Schevastes, Canonicus in Vilich, errichtete mich im Jahre 1692, den 22. April.) | 1692    | A 1888        |
| weitere Bilder |                                  | Schillerstraße Karte                                   | Das Pastorskreuz genannte Wegekreuz wurde 1679 errichtet und befindet sich heute in der Schillerstraße am Wendehammer. | JOHANNES VNCK ELBACH - PASTOR ET CANONICVS IN VYLICH ME POSVIT AO 1679 (Johannes Unckelbach, Pastor und Canonicus in Vilich, errichtete mich im Jahre 1679) | 1679    | A 1978        |